# Västerhället, Sibbo
Västerhället är en ö i Finland. Den ligger i Finska viken och i kommunen Sibbo i den ekonomiska regionen  Helsingfors i landskapet Nyland, i den södra delen av landet. Ön ligger omkring 19 kilometer öster om Helsingfors.
Öns area är 0,8 hektar och dess största längd är 130 meter i nord-sydlig riktning.